# Национальный демократический конгресс (Гана)
Национальный демократический конгресс (англ. National Democratic Congress, NDC) — социал-демократическая политическая партия в Гане, одна из двух основных партий страны (вместе с либеральной Новой патриотической партией). Является левоцентристской партией. Основана в 1992 году Джерри Ролингсом, который был лидером Ганы с 1981 по 1993 годы и президентом страны в 1993—2001 годах. После формирования Временного комитета национальной обороны в результате военного переворота 31 декабря 1981 года международное сообщество настаивало на возвращении к демократии. Национальный демократический конгресс был основан как правящая партия перед выборами 1992 года, когда Ролингс был избран президентом в качестве кандидата от НДК. В 1996 году он был вновь переизбран от партии, но на следующих выборах 2000 года проиграл кандидату от Новой патриотической партии. После перерыва на выборах 2008 года вновь победил кандидат от НДК Джон Миллс, а в 2012 году — Джон Драмани Махама.
Партия входит в Социалистический интернационал и Прогрессивный альянс.

## Участие в парламентских выборах
| Выборы | Голоса    | %    | Места      | +/–  | Положение | Правительство             |
| ------ | --------- | ---- | ---------- | ---- | --------- | ------------------------- |
| 1992   |           | 58,4 | 189 из 200 | ▬    | ▬ 1-е     | Правительство большинства |
| 1996   | 4 099 758 | 57,4 | 133 из 200 | ▼ 56 | ▬ 1-е     | Правительство большинства |
| 2000   | 2 690 360 | 57,4 | 91 из 200  | ▼ 42 | ▬ 2-е     | Оппозиция                 |
| 2004   | 3 567 021 | 40,9 | 94 из 230  | ↗ 3  | ▬ 2-е     | Оппозиция                 |
| 2008   | 3 776 917 | 44,2 | 116 из 230 | ↗ 22 | ▬ 1-е     | Правительство большинства |
| 2012   | 5 155 617 | 46,7 | 148 из 275 | ↗ 32 | ▬ 1-е     | Правительство большинства |
| 2016   | 4 713 277 | 44,4 | 106 из 275 | ▼ 42 | ▬ 2-е     | Оппозиция                 |